# Amaranthus clementii
Amaranthus clementii là loài thực vật có hoa thuộc họ Dền. Loài này được Domin mô tả khoa học đầu tiên năm 1921.